# Die Eulenburg. Universitäts- und Stadtmuseum Rinteln
Die Eulenburg. Universitäts- und Stadtmuseum Rinteln ist ein Stadtmuseum in Rinteln, das 1908 als Heimatmuseum der Grafschaft Schaumburg eröffnet wurde. Es hat seinen Sitz im historischen Gebäude der Eulenburg und gehört zu den ältesten Museen des Weserberglandes.

## Geschichte und Beschreibung
Die im Jahre 2000 neu gestaltete Dauerausstellung präsentiert sich auf 400 m² und hat folgende Schwerpunkte:
- Stadt und Festung Rinteln
- Universität Rinteln
- Geschichte des Hexenverfolgungen in Schaumburg
- Landschaftsraum Weser
- Ur- und Frühgeschichte des Schaumburger Landes

Das Museum ging aus Altertümersammlungen des Rintelner Lehrerseminars und des Vereins für hessische Geschichte und Landeskunde hervor. Seit den 1920er Jahren befindet es sich in der Trägerschaft des Vereins Heimatbund der Grafschaft Schaumburg. Ursprünglich zeigte das Museum als traditionelles Heimatmuseum volks- und naturkundliche Objekte aus dem Bereich der früheren Grafschaft Schaumburg. 1998 wurde eine Gebäudesanierung und eine zeitgemäße Neugestaltung der Ausstellung durchgeführt.
Heute führt das Museum regelmäßig Sonderausstellungen durch und wurde im Jahre 2007, nach der Teilnahme am Pilotprojekt Museumsregistrierung, als eines der ersten niedersächsischen Museen mit einem Qualitätszertifikat des Museumsverbands Niedersachsen und Bremen e. V. ausgezeichnet. Weitere Auszeichnungen mit dem Museumsgütesiegel erfolgten 2014 und 2022.
2007 erhielt es den Museumspreis der Niedersächsischen Sparkassenstiftung. 
Mit der Erweiterung der universitätsgeschichtlichen Abteilung im Mai 2017 wurde der Name des Museums zu „Die Eulenburg. Universitäts- und Stadtmuseum Rinteln“ ergänzt.
Das Museum ist seit 1938, unterbrochen durch die Jahre 1942–1967, im stadtgeschichtlich bedeutsamen Gebäude der Eulenburg untergebracht, das nahe der Stadtmauer der früheren Rintelner Stadtbefestigung liegt. Dabei handelt es sich um einen mittelalterlichen Burgmannsitz der Familie von Rottorp. Später diente der Bau als Stadthof des Klosters Möllenbeck und von 1651 bis 1821 war er Sitz der hessisch-schaumburgischen Regierung in Rinteln.

## Sammlungen
Die auf das 19. Jahrhundert zurückreichenden Bestände umfassen eine archäologische Sammlung, mittelalterliche Glasmalereien und Messgewänder, Möbel und Trachten aus dem Schaumburger Land,  Drucke und technische Geräte zur Universitäts- und Wissenschaftsgeschichte, Richtschwerter und Folterinstrumente aus der schaumburgischen Justizgeschichte und Dokumentationen zur NS-Geschichte. Zu den Sammlungen zählen naturkundliche Sammlungen, eine Münzsammlung sowie eine Siegelsammlung sowie Foto- und Filmsammlungen. Das Museum präsentiert den privaten Nachlass des Literaten und Intendanten Franz von Dingelstedt (1814–1881). Porträtgemälde zeigen hessische Landgrafen und Kurfürsten des 18. und 19. Jahrhunderts. Darüber hinaus verfügt das Museum über eine regionalhistorische Bibliothek und das Archiv des Heimatbundes der Grafschaft Schaumburg.

## Wanderausstellungen
Das Rintelner Museum bietet anderen Museen seit 2014 Wanderausstellungen zu unterschiedlichen Themen an:
- Hexenwahn! Glaube. Macht. Angst.
- Magie des Lichts. Experimente und optische Illusionen
- Achtung Hochspannung! Experimente und Entdeckungen von Blitz zum Motor
- Alles Kunst! Meisterwerke der Künstlichen Intelligenz
- DDR. Schlaglichter auf Staat und Alltag

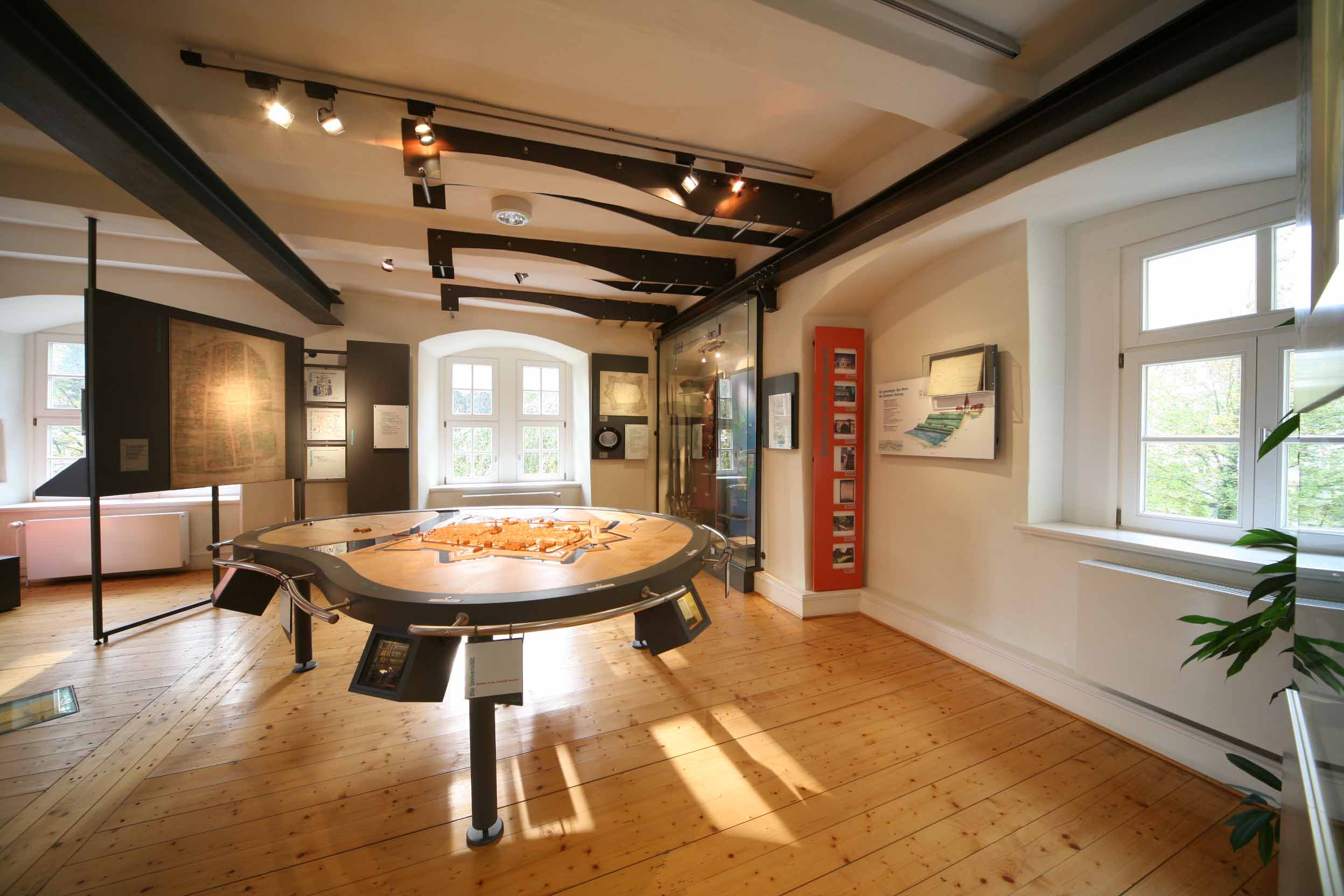
Stadtgeschichtliche Abteilung mit Stadtmodell
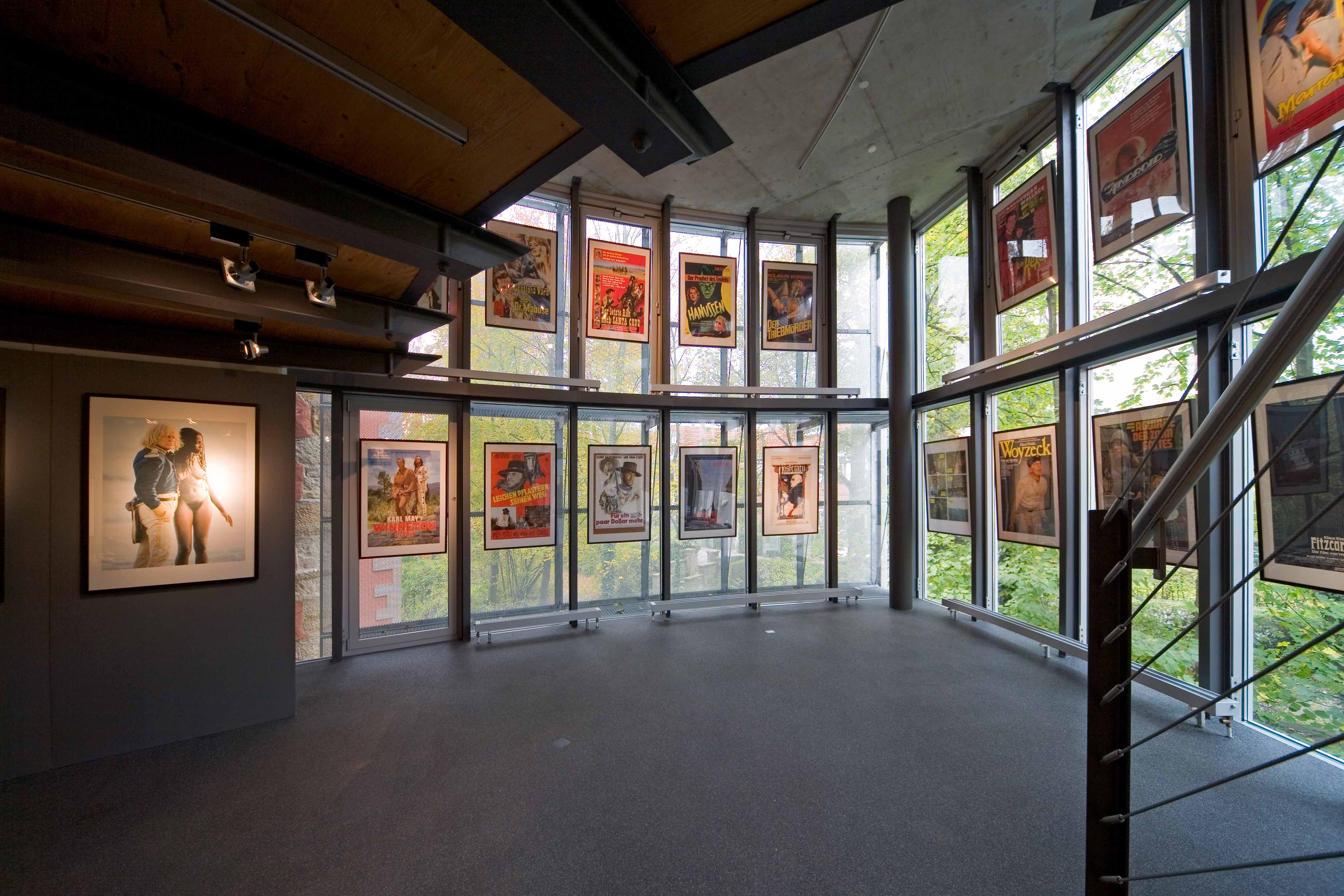
Sonderausstellungsraum
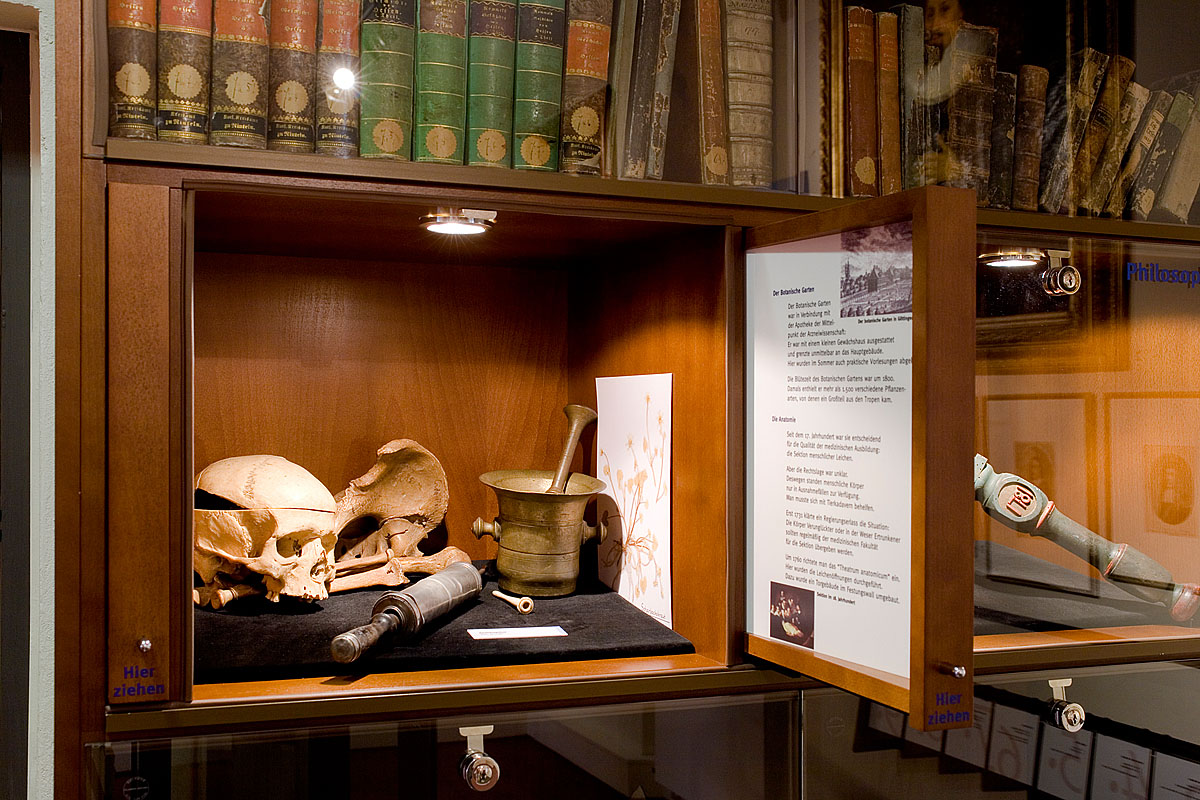
Abteilung Universitätsgeschichte
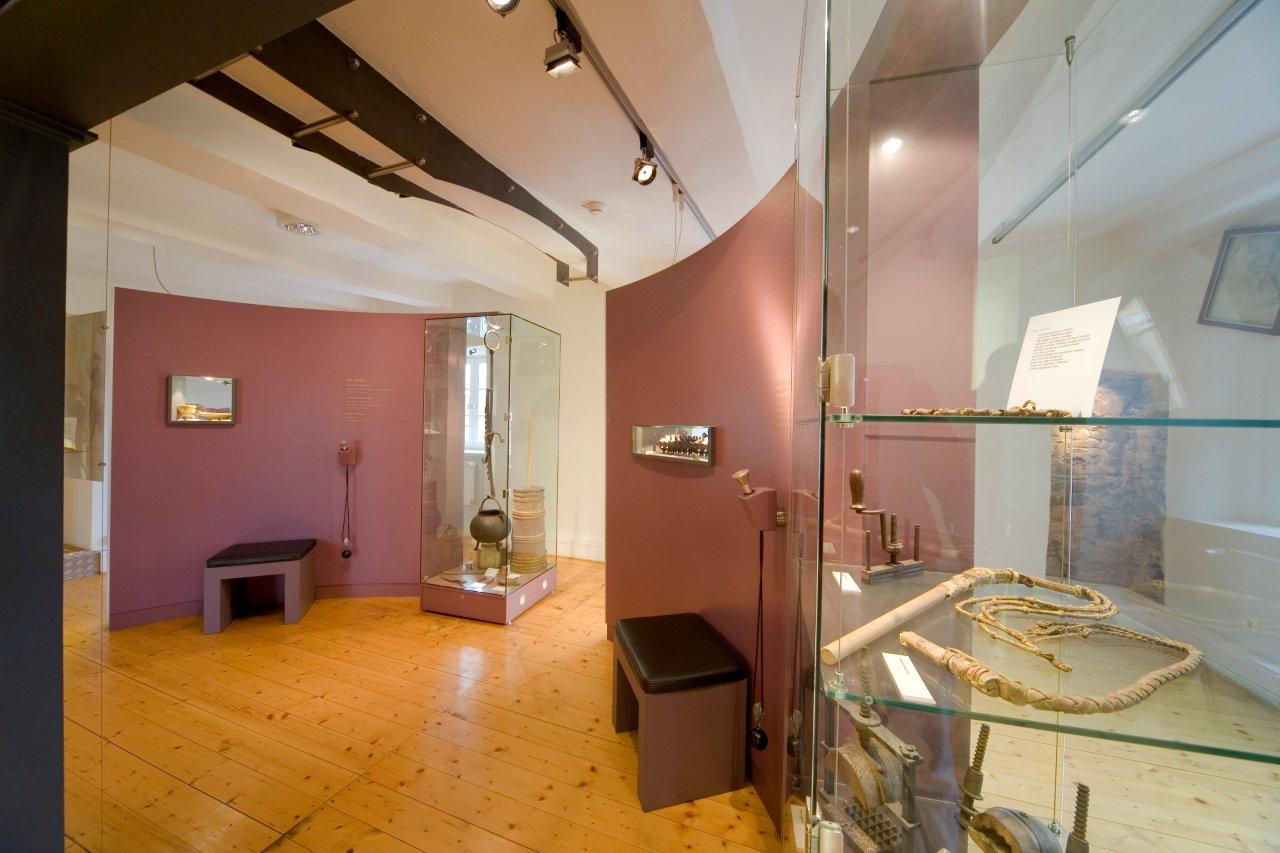
Abteilung Hexenverfolgungen
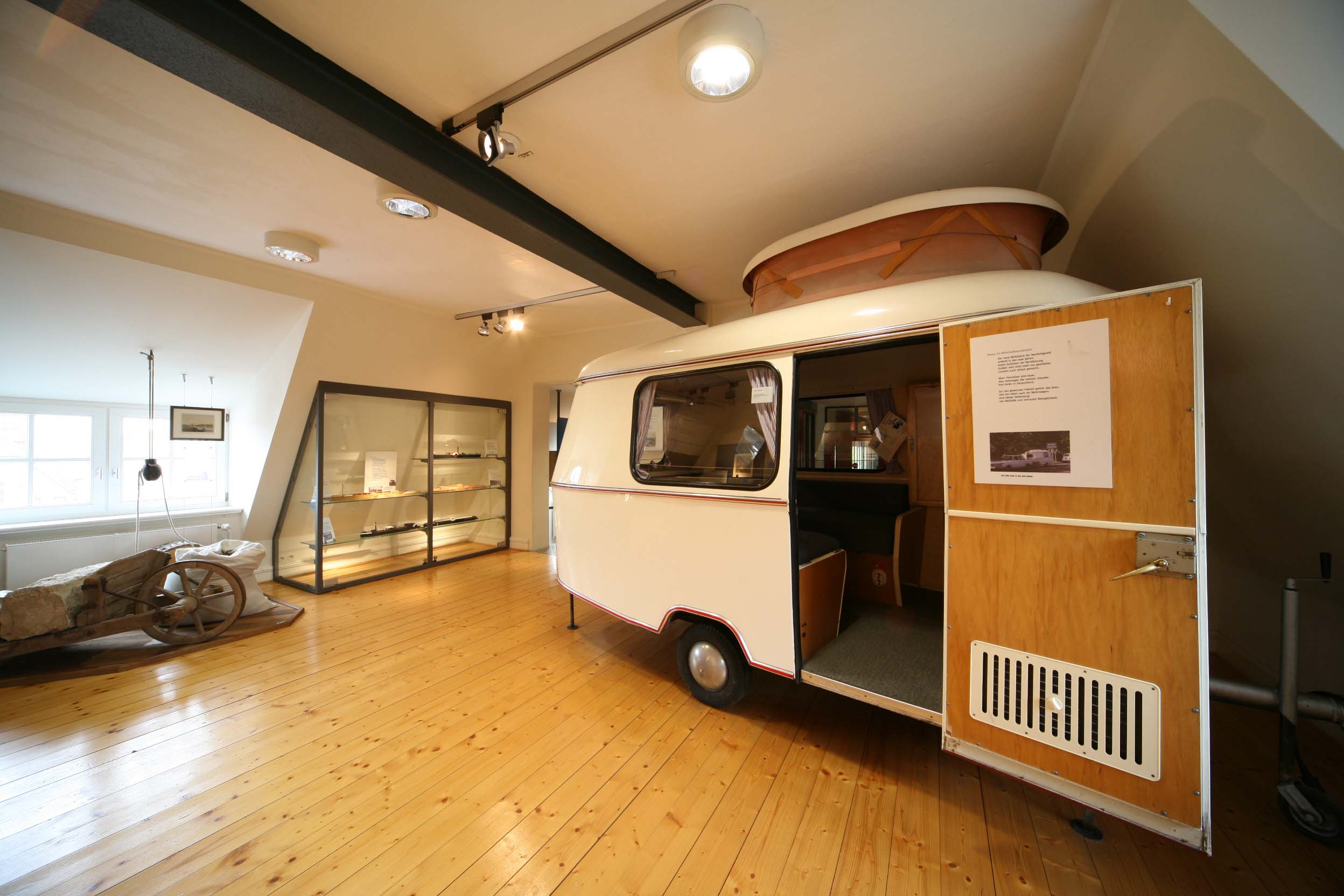
Wohnwagen in der Abteilung Weser

## Eigene Ausstellungen (Auswahl)
- 2002 „Mörder“. Zwischen Norddeutschland und Surinam: Schuld und Sühne des Johann Heinrich Seidenfaden
- 2003 Georg Osterwald (1803–1884) Bilder der Romantik: Weserbergland, Deutschland, Italien
- 2003 EG WITT, Glasfluss
- 2004 Mineralien. Wunderwelt der Kristalle
- 2004 Wypezenia/Vertreibungen 1939–1949. Ein Projekt mit dem Museum Sroda Slaska
- 2005 InteresSand. Natur, Kultur, Experimente
- 2006 Forscher, Feldherren, Pharaonen. Expeditionen ins Reich der Zinn-Miniaturen
- 2006 Tiere hautnah. Natur-Präparate von Carsten Grobek
- 2006 Für Kaiser und Reich nach Peking: August Hofmeister in China 1907–1909
- 2007 Staatsbesuch: Internationale Gastgeschenke an die deutschen Bundespräsidenten
- 2008 Niedersachsen. Land der Dinosaurier
- 2009 EBRU. Kulturelle Vielfalt in der Türkei. Fotografiert von Attila Durak
- 2009 Meisterwerke der Kunststickerei. Clementine von Münchhausen trifft Markus Duschek
- 2010 1945. Der Wesergebirgskessel und die letzten Kriegstage zwischen Hameln, Minden und dem Steinhuder Meer
- 2011 Let´s juke! Musikboxen der 30er bis 70er Jahre "live"
- 2011 Sebastian Denz: Skateboarding 3D. New York, Rinteln, Tokio
- 2012 EISZEIT. Mammutjäger zwischen Weser und Leine
- 2012 Horst Haitzinger: Politische Karikaturen
- 2014 Achtung Hochspannung! Experimente und Entdeckungen von Blitz zum Motor
- 2015 DDR. Schlaglichter auf Staat und Alltag
- 2015 Wilhelm Busch als Maler und Zeichner
- 2016 Moderne Zeiten. Rinteln und die Jahre um 1960
- 2017 LIVING COLOURS Bodypainting-Art by Jörg Düsterwald
- 2018 Kleine Giganten. Insekten, Spinnen & Co. Terrarienausstellung
- 2019 Welt in Flammen! Der Dreißigjährige Krieg an der Weser
- 2020 Magie des Lichts. Experimente und optische Illusionen
- 2021 EXTRABALL! Flipper aus sechs Jahrzehnten.
- 2022 Hexenwahn! Glaube. Macht. Angst.
- 2022 Murmelbahnen!
- 2023 Alles Kunst! Meisterwerke der Künstlichen Intelligenz
- 2024 Rätselhaftes Mittelalter. Neues Altes aus dem Schaumburger Land